# Dorei
Dorei (jap. 土鈴) – japoński dzwonek ceramiczny, znany również jako dosuzu lub tsuchi-no-suzu.

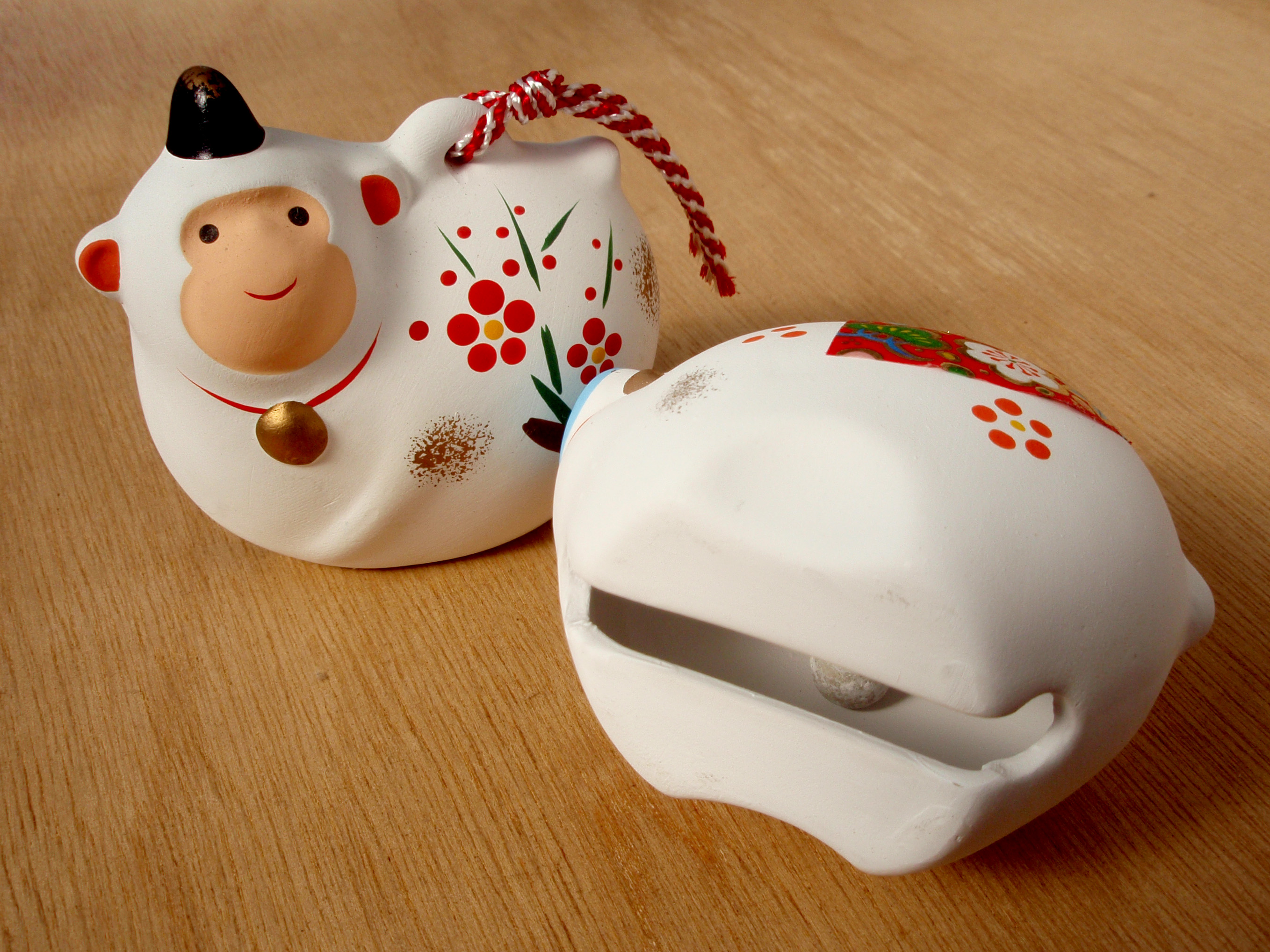
Dorei

W przeszłości służył do ochrony przed złymi duchami, demonami. Był traktowany jako talizman, ale także jako przedmiot pogrzebowy w okresie Kofun (250–562) i prymitywny instrument muzyczny. Z czasem stał się zabawką dla dzieci, pamiątką, amuletem. Jako zabawki (gangu) po raz pierwszy dzwonki pojawiły się w Kioto we wczesnym okresie Edo (1603–1868). Były też sprzedawane jako pamiątki związane z kultem bóstwa rolnictwa Inari. Zawieszano je np. na gałęziach drzew owocowych w intencji dobrych zbiorów lub umieszczano w miejscach, gdzie pojawiały się szkodniki. 
Dorei mogą być w różnych kształtach, np. w postaci zwierząt chińskiego zodiaku, darumy. W pustym wnętrzu znajduje się mała kulka z wypalonej gliny. Dzwonek może mieć mały otwór na spodniej stronie lub wnętrze może być zamknięte hermetycznie. 